# Xylosma longifolia
Xylosma longifolia là một loài thực vật có hoa trong họ Liễu. Loài này được Clos miêu tả khoa học đầu tiên năm 1857.